# Celama aroa
Celama aroa är en fjärilsart som beskrevs av Bethune-Baker 1904. Celama aroa ingår i släktet Celama och familjen trågspinnare. Inga underarter finns listade i Catalogue of Life.